# (326) Тамара
(326) Тамара (груз. თამარი) — очень крупный астероид главного пояса, который отличается очень значительным наклоном орбиты (почти 24 градуса). Он был открыт 19 марта 1892 года австрийским астрономом Иоганном Пализой в венской обсерватории и назван в честь грузинской царицы Тамары.

Орбита астероида Тамара и его положение в Солнечной системе
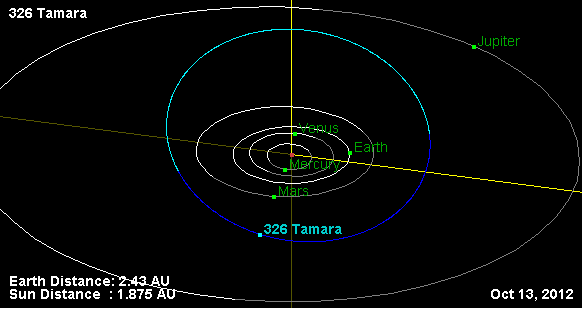
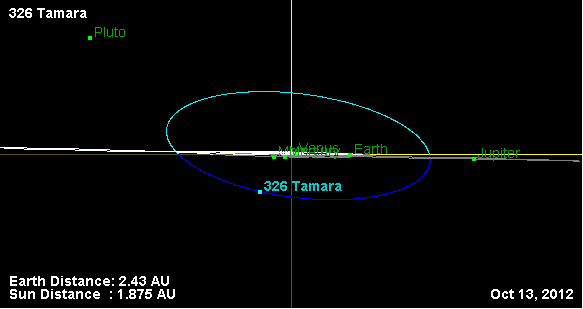